# Riqueza
Riqueza est une ville brésilienne située dans la mésorégion Ouest de Santa Catarina, dans l'État de Santa Catarina.

## Géographie
Riqueza se situe par une latitude de 27° 04′ 01″ sud et par une longitude de 53° 19′ 18″ ouest, à une altitude de 236 mètres.
Sa population était de 4 838 habitants au recensement de 2010. La municipalité s'étend sur 190 km2.
Elle fait partie de la microrégion de São Miguel do Oeste, dans la mésorégion Ouest de Santa Catarina.

## Administration
La municipalité est constituée d'un seul district, siège du pouvoir municipal.

## Villes voisines
Riqueza est voisine des municipalités (municípios) suivantes :
- Caibi
- Descanso
- Iporã do Oeste
- Iraceminha
- Mondaí